# 이나리초역
이나리초역(일본어: 稲荷町駅 이나리초에키[*])은 도쿄도 다이토구에 있는 철도역이다.

## 역 구조
상대식 승강장 2면 2선의 지하역. 두 승강장은 통로로 연결되지 않고, 1번 선은 1,2번 출입구에서, 2번 선은 3번 출입구에서 오로지 이용할 수 있다. 또 에스컬레이터나 엘리베이터는 설치되지 않았다.

### 승강장
| 1 | 긴자 선 | 우에노・긴자・아카사카미쓰케・시부야 방면 |
| 2 | 긴자 선 | 다와라마치・아사쿠사 방면                 |

## 역 주변
- 우에노 검차구
- 다이토구청

## 역사
- 1927년 12월 30일: 영업 개시.

## 인접역
| 도쿄 메트로 3호선      | 도쿄 메트로 3호선 | 도쿄 메트로 3호선            |
| ---------------------- | ----------------- | ---------------------------- |
| G16 우에노 시부야 방면 | 긴자 선           | G18 다와라마치 아사쿠사 방면 |